# Ouratea rotundifolia
Ouratea rotundifolia är en tvåhjärtbladig växtart som först beskrevs av Field. och Gardn., och fick sitt nu gällande namn av Adolf Engler. Ouratea rotundifolia ingår i släktet Ouratea och familjen Ochnaceae. Inga underarter finns listade i Catalogue of Life.